# 北社尾鎮北宮
北社尾鎮北宮又稱嘉義市鎮北宮，位於臺灣嘉義市西區，是主祀城隍的廟宇，另有供奉玄天上帝與觀音等神祇。原是私人供奉的神祇，後來因顯靈而逐漸成為地方公廟。

## 沿革
據說該廟的城隍原本是北社尾王家第二房第十二世王謙所供奉，大約在1860年代左右因為顯靈，而從私祀轉變成公祀。
日大正五年（1916年），王枝、蔡山羊、王糞 、李籠、蔡紅蟳、林朝春、黃紅貓、李在、黃漢腳等九人共同出資向董夏購買現今廟地，而後廟宇於次年（1917年）落成。
二次大戰後，因年久失修，王宗成等人於民國45年（1956年）募款，後於次年（1957年）4月完成廟宇重修。當時由於管理人王宗成雕了三尊玄天上帝供奉，遂將廟宇名稱定為「玄隍宮」。民國68年（1979年），在李新居、王文林要求下，廟方成立管理委員會，且信徒有重建廟宇之議。民國73年（1984年），由於管委會覺得廟名不恰當，提議經信徒大會同意後，將廟名為現在的「鎮北宮」。另外同年（1984）2月18日重建工程動土，最後於民國77年（1988年）3月31日完工，並在同年農曆二月十六日（1988年4月2日）子時安座。

## 陣頭

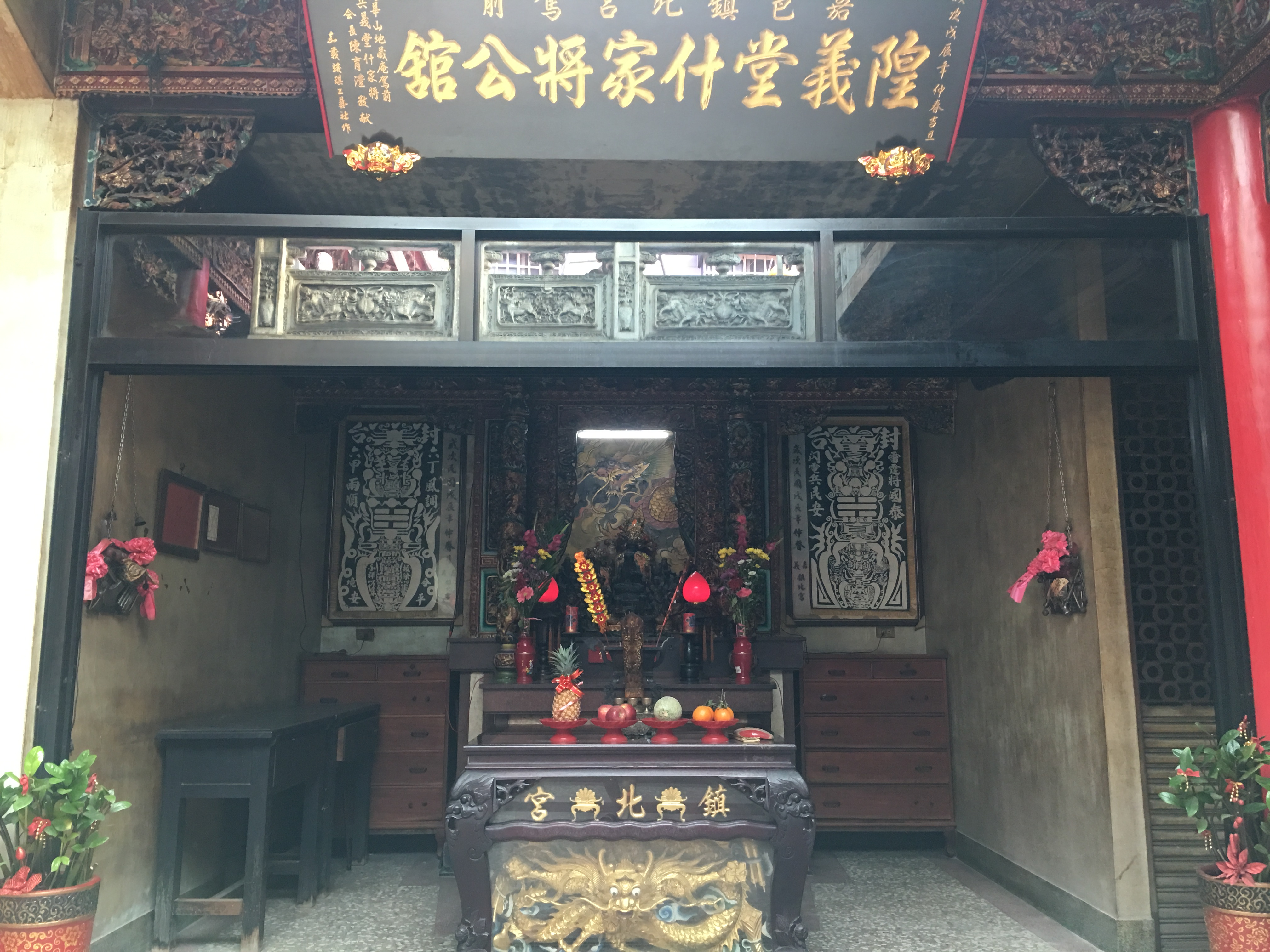
隍義堂

鎮北宮有附屬的什家將團「隍義堂」，堂內供奉有「九天千眼古聖佛」，可能源自共義堂。另外還有屬於集群軒系統的獅陣、宋江陣。